# Phycomelaina laminariae
Phycomelaina laminariae är en svampart som först beskrevs av Emil Rostrup, och fick sitt nu gällande namn av Jan Kohlmeyer 1968. Phycomelaina laminariae ingår i släktet Phycomelaina, ordningen Phyllachorales, klassen Sordariomycetes, divisionen sporsäcksvampar och riket svampar.   Inga underarter finns listade i Catalogue of Life.